# القوات الجوية البلقانية

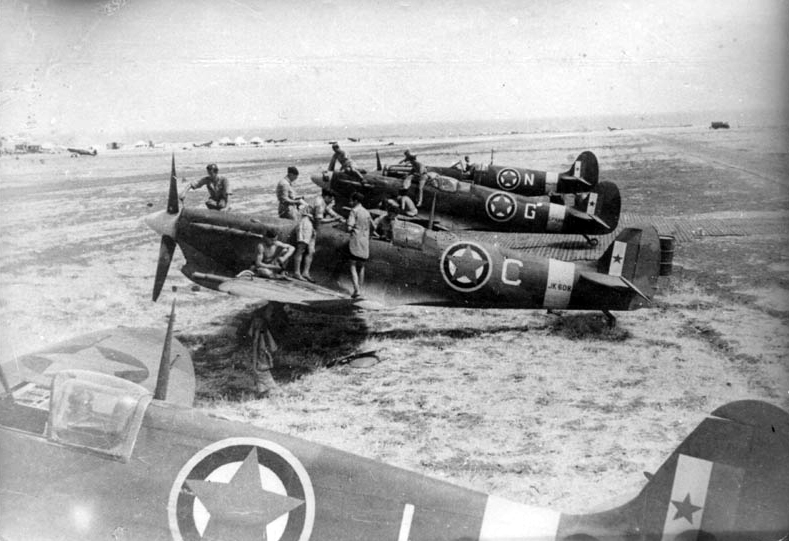

القوات الجوية البلقان (BAF) تشكيل الحلفاء الجوي العامل في البلقان خلال الحرب العالمية الثانية. تتكون من وحدات من سلاح الجو الملكي والقوات الجوية لجنوب أفريقيا تحت قيادة القوات الجوية المتوسطية للحلفاء، كانت نشطة من 7 يونيو 1944 حتى 15 يوليو 1945. كان نائب المارشال وليام إليوت، ثم جورج ميلز، وكلاهما من ضباط سلاح الجو الملكي البريطاني، قائد القوات الجوية (AOC).
عمل BAF بشكل رئيسي فوق يوغوسلافيا، ودعم البارتيزان ضد ألمانيا، ولكن في بعض الأحيان دعم حركات المقاومة اليونانية والألبانية أيضًا.

## عمليات
تم إرفاق وليام ديكين، الذي التقى بالبارتيزان في مايو كممثل عن القيادة العامة للشرق الأوسط، كمستشار للقوات الجوية البلقانية المشكلة حديثًا، تحت قيادة (آنذاك) نائب المارشال إليوت، ومقره في باري، إيطاليا. تولت هذه الهيئة المسؤولية عن جميع العمليات عن طريق البر والبحر والجو في وسط وجنوب شرق أوروبا.